# گریت ماسگریو
گریت ماسگریو (به انگلیسی: Great Musgrave) یک روستا در بریتانیا است که در کامبریا واقع شده‌است. گریت ماسگریو ۱۶۵ نفر جمعیت دارد.